# Książnica
Książnica [kɕɔ̃ʐˈɲit͡sa] (în germană Pfaffendorf) este un sat în Gmina Dzierżoniów din powiatul Dzierżoniów, Voievodatul Silezia Inferioară, din sud-vestul Poloniei. A aparținut Germaniei până în 1945. El se află la aproximativ 12 kilometri (7 mi) nord-est de Dzierżoniów și la 47 kilometri (29 mi) sud-vest de capitala regională Wrocław.
Satul are o populație de 450 de locuitori.